# Bassaniodes tenebrosus
Bassaniodes tenebrosus es una especie de araña cangrejo del género Bassaniodes, familia Thomisidae. Fue descrita científicamente por Šilhavý en 1944.

## Distribución
Esta especie se encuentra en el Mediterráneo oriental.